# 航空无线电技术委员会
航空无线电技术委员会（Radio Technical Commission for Aeronautics，缩写RTCA）是美国一家为政府监管部门和行业制定技术指导的志愿者组织。该组织成立于1935年，1991年作为一家私营非营利公司重新注册。其拥有超过200个委员会，并且是美国联邦航空管理局（FAA）的咨询机构。1948年，该组织的31号特别委员会建议为所有在美国飞行的飞机开发一个通用的空中交通管制系统。
对会员资格的要求包括根据会员申请中的信息收取一定费用，以及对航空的兴趣。RTCA是美國運輸部联邦航空管理局赞助的一个联邦咨询委员会。指导文件由特别委员会制定和起草，对指定文件的责任以特别委员会内部达成的共识为基础。尽管RTCA对成员资格的定义要求松散，但指导文件基于专家的技术意见形成。
RTCA的目标包括但不限于：
- 确保机载系统的安全性和可靠性；
- 针对文件中指定的系统制定最低运行性能要求；
- 制定管理当局使用的指南，赋予权威机构适当的权力；
- 提供行政和后勤资源，助力全球航空界合作（例如国际民用航空组织、国际电信联盟等等）

虽然RTCA是由FAA赞助，但其并非美国政府的一个机构。因此，它所发布的文件被视为指南，而非要求。

## 31号特别委员会
31号特别委员会（Special Committee 31）由RTCA成员组成，是为预测美国空中交通管制系统的未来需求。其报告中建议开发一个通用的空中交通管制系统，以满足军用和民用飞机的需求。委员会于1948年5月12日发布了他们的最终建议报告，报告提出了未来空中交通管制系统的若干要求：
1. 新系统必须容许飞机安全飞行。
2. 它必须改善空中交通的流量。
3. 任何机载设备都必须既简单又轻便。
4. 任何新系统都必须对飞行员与地面人员施加最小的负担。
5. 所安装的设备必须只需要纳税人、航空公司与私人飞行员出最少的资金。

为满足这些要求，报告建议安装机场监视雷达，以及在飞机上安装甚高频全向信标（VOR）/测距仪（DME）。此外，报告还提出了其他一些建议，例如为飞机安装转发器以向地面雷达提供高度和识别信息，并安装精密进近雷达，以提高飞机在恶劣天气条件下着陆的能力。
1948年，航空导航开发委员会（ANDB）成立，负责监督31号特别委员会阐述的航空交通管制系统实施情况。